# غونار نيلسون (مغني)
غونار نيلسون (بالإنجليزية: Gunnar Nelson)‏ هو مغني أمريكي، ولد في 20 سبتمبر 1967 في سانتا مونيكا في الولايات المتحدة.

## وصلات خارجية
- الموقع الرسمي
- غانر نيلسون على موقع IMDb (الإنجليزية)
- غانر نيلسون على موقع ميوزك برينز (الإنجليزية)
- غانر نيلسون على موقع إن إن دي بي (الإنجليزية)
- غانر نيلسون على موقع ديسكوغز (الإنجليزية)
- غانر نيلسون على موقع قاعدة بيانات الفيلم (الإنجليزية)